# Soudan du Sud
Cet article concerne la république du Soudan du Sud. Pour les homonymes du Soudan, voir Soudan (homonymie).
République du Soudan du Sud
(en) Republic of South Sudan 
Le Soudan du Sud, en forme longue la république du Soudan du Sud,, (en anglais : South Sudan et Republic of South Sudan), est un État fédéral d’Afrique de l'Est sans accès à la mer et dont la capitale et plus grande ville est Djouba. Il est limitrophe du Soudan au nord, de l'Éthiopie à l'est, du Kenya au sud-est, de l'Ouganda au sud, de la république démocratique du Congo au sud-ouest et de la République centrafricaine à l'ouest.
Avec l'actuel Soudan — son voisin du nord —, le territoire du pays moderne est conquis par l'Égypte sous la dynastie de Méhémet Ali au XIXe siècle. À partir de 1899, le territoire des deux pays actuels, alors non divisé, est administré comme un condominium entre le Royaume-Uni et l'Égypte, statut qu'il conservera jusqu'à l'indépendance du Soudan en 1956. À la fin de la première guerre civile soudanaise, qui dure de 1955 à 1972, le sud devient une région autonome. La révocation de l'autonomie en 1983 provoque une seconde guerre civile, qui se termine avec la restauration de l'autonomie en 2005.
À la suite du référendum d'autodétermination organisé du 9 au 15 janvier 2011, le Soudan du Sud a fait sécession de la république du Soudan le 9 juillet 2011. Malgré l'adhésion du Soudan du Sud à l'Organisation des Nations unies (ONU), des conflits territoriaux subsistent quant au tracé définitif et officiel de la frontière soudano-sud-soudanaise.
Entre 2013 et 2020, ce pays a connu une guerre civile particulièrement meurtrière et sanglante entre les partisans du président de la République, Salva Kiir, et ceux du vice-président de la République, Riek Machar.
En 2021, le Soudan du Sud est classé dernier pays du monde en termes d'indice de développement humain (IDH) par le Programme des Nations unies pour le développement (PNUD), qui lui attribue un IDH de 0,385, en baisse quasi-constante depuis 2011.
Des peuples nilotiques constituent la quasi-totalité de la population. L'anglais est la langue officielle, et le christianisme est la religion majoritaire.

## Toponymie
Le gouvernement sud-soudanais publie en 2011 l'ébauche d'une constitution provisoire, dans laquelle le nom de l'État est Republic of South Sudan. Cette dénomination est choisie pour des raisons de facilité d'usage parmi plusieurs autres propositions, comme « Azanie », « Nouveau Soudan », « république du Nil », « Équatorie » (en référence à l'ancienne Équatoria), « Koush » (en référence à l'antique royaume de Koush) ou « Djouwama » (Juwama), ce dernier nom étant construit à partir des premières syllabes des trois capitales régionales, Djouba, Wau et Malakal. L'anglais est seule langue officielle, selon l'article 6 de la Constitution.
En français, le nom officiel est « Soudan du Sud »,,, le point cardinal étant traditionnellement placé à la fin en français. Il est cependant fréquent de rencontrer dans les médias l'anglicisme « Sud Soudan » ou « Sud-Soudan »,.

## Géographie physique
Les pays limitrophes du Soudan du Sud sont le Soudan au nord, l'Éthiopie à l'est, le Kenya à l'est-sud-est, l'Ouganda au sud-est, la république démocratique du Congo au sud-sud-ouest et la République centrafricaine à l'ouest. Le Soudan du Sud a une superficie de 644 329 km2. L'appartenance des États fédérés soudanais situés au voisinage du Soudan du Sud comme le Nil-Bleu, le Kordofan du Sud et l'Abiyé n'a pas encore été tranchée : pour l'instant, ils demeurent sous l'autorité de Khartoum.
Le Soudan du Sud est un pays particulièrement bien arrosé par de nombreux cours d'eau. Les principaux sont le Nil Blanc et son affluent le Bahr el-Ghazal, qui contribuent à la fertilisation des régions qu'ils traversent.
Avec ses 3 187 mètres, le mont Kinyeti est le point culminant du pays. Il est situé dans les monts Imatong, non loin de la frontière avec l'Ouganda.

## Subdivisions administratives
Le Soudan du Sud est un État fédéral subdivisé en dix États fédérés en février 2020.

### Subdivisions de 2011 à 2015 et 2020

Les dix États du Soudan du Sud (jusqu'en 2015 et depuis 2020) et les trois régions historiques du Soudan.
Bahr el Ghazal
Équatoria
Nil Supérieur

Jusqu'en 2015 puis à nouveau à partir de février 2020, le Soudan du Sud a été divisé en dix États correspondant aux trois régions historiques du Soudan :
- quatre dans le Bahr el Ghazal :
  - Bahr el Ghazal du Nord
  - Bahr el Ghazal occidental
  - Lacs
  - Warab
- trois dans l'Équatoria :
  - Équatoria-Occidental
  - Équatoria-Central (contient la capitale Djouba)
  - Équatoria-Oriental
- trois dans le Nil Supérieur :
  - Jonglei
  - Unité
  - Nil Supérieur

### Subdivisions de 2015 à 2017/2020

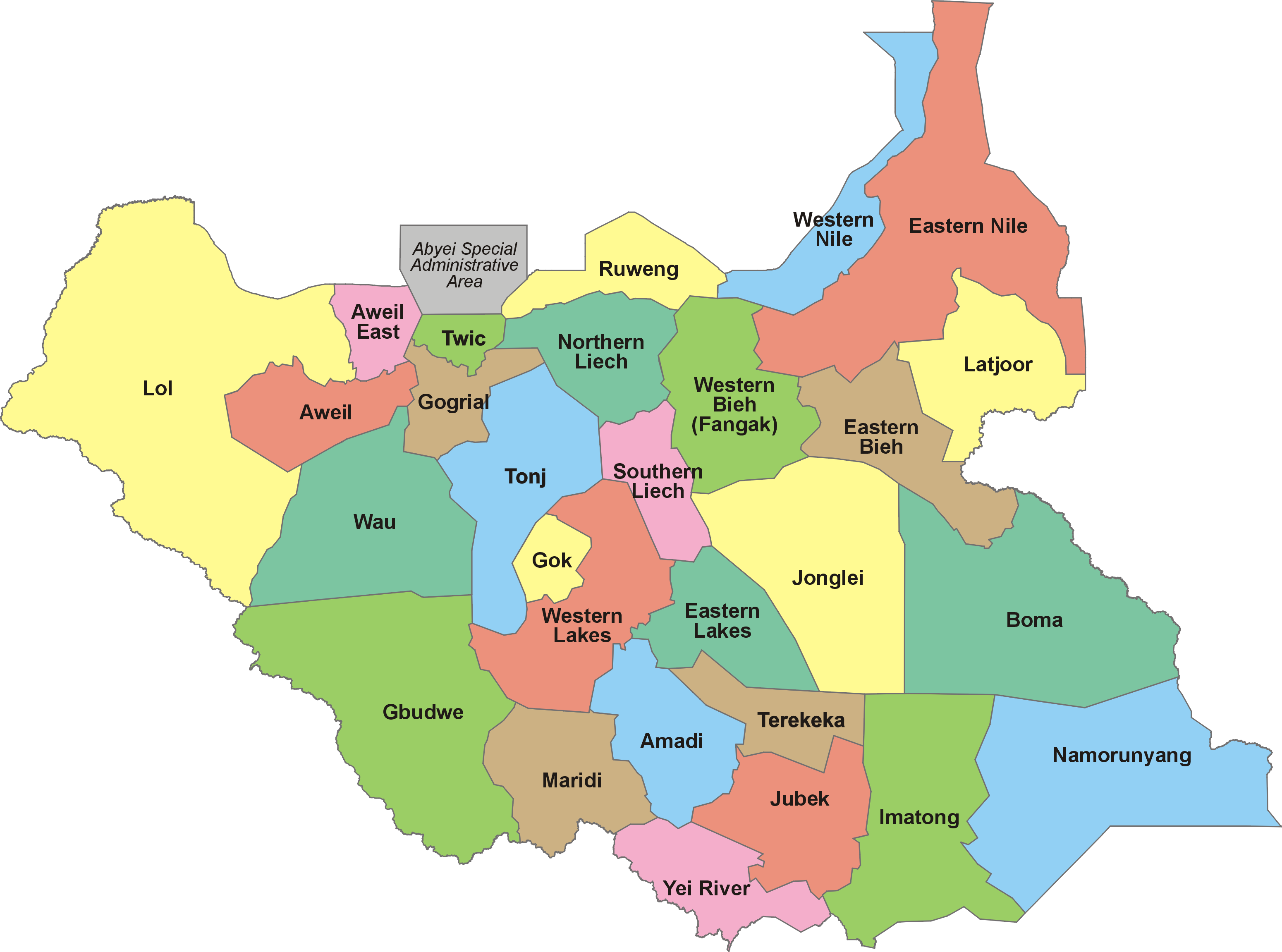
La carte des 28 nouveaux États (entre 2015 et 2017).

Le Soudan du Sud est revenu à la subdivision en dix États répartis dans les trois régions administratives spéciales à la suite d'un accord du 22 février 2020. Pour le détail et l'historique des États fédérés, voir la page Subdivisions du Soudan du Sud.
Par décret présidentiel du 24 décembre 2015, le Soudan du Sud avait été successivement divisé par décrets présidentiels en 28 États puis en 32 États, avant de revenir à 10 États.

#### Dix dans leBahr el Ghazal
| État           | Comtés                                         | Capitale   |
| -------------- | ---------------------------------------------- | ---------- |
| Aweil          | Aweil South, Aweil Centre                      | Aweil      |
| Aweil Est      | Aweil Est                                      | Wanyjok    |
| Gogrial        | Gogrial Est et Gogrial Ouest                   | Kuajok     |
| Gok            | Cueibet                                        | Cueibet    |
| Lac Occidental | Rumbek Est, Rumbek Nord Rumbek Centre, et Wulu | Rumbek     |
| Lac Oriental   | Yirol Ouest, Yirol Est et Awerial              | Yirol      |
| Lol            | Aweil West, Aweil North et Raga                | Raga       |
| Tonj           | Tonj Nord, Tonj Est et Tonj Sud                | Tonj       |
| Twic           | Twic                                           | Mayen Abun |
| Wau            | Bagari et Jur River                            | Wau        |

#### Huit dans l'Équatoria
| État        | Comtés                                              | Capitale |
| ----------- | --------------------------------------------------- | -------- |
| Amadi       | Mundri West, Mundri Est et Mvolo                    | Mundri   |
| Gbudwe      | Anzara, Yambio, Ezo, Tambura, Nagero                | Yambio   |
| Imatong     | Torit, Ikotos, Lopa et Magwi                        | Torit    |
| Jubek       | Djouba                                              | Djouba   |
| Maridi      | Maridi et Ibba                                      | Maridi   |
| Namorunyang | Kapoeta South, Kapoeta North, Kapoeta East, et Budi | Kapoeta  |
| Rivière Yei | Yei, Kajo-keji, Morobo et Lainya                    | Yei      |
| Terekeka    | Terekeka, Jemeza, Tali, Tigor et Gwor               | Terekeka |

#### Dix dans leNil Supérieur
| État            | Comtés                                                   | Capitale             |
| --------------- | -------------------------------------------------------- | -------------------- |
| Bieh Occidental | Fangak et Ayod                                           | Ayod                 |
| Bieh Oriental   | Akobo, Nyirol, Urol                                      | Akobo                |
| Boma            | Pibor et Pochalla                                        | Pibor                |
| Jonglei         | Bor, Duk et Twic East                                    | Bor                  |
| Latjoor         | Nasir, Ulang, Maiwut et Longuchuk                        | Nasir                |
| Liech du Nord   | Rubkona, Guit, Koch, et Mayom                            | Bentiu               |
| Liech du Sud    | Leer, Mayendit, et Panyijar                              | Leer                 |
| Nil Occidental  | Panyikang, Kodok, et Manyo                               | Kodok (anc. Fachoda) |
| Nil Oriental    | Malakal, Renk, Maban, Melut, Baliet, Akoka, Pigi et Koma | Malakal              |
| Ruweng          | Panrieng, Abiemnom                                       | Panriang             |

En effet, le 2 octobre 2015, le président de la république du Soudan du Sud, Salva Kiir, a déposé un décret instituant une Fédération à 28 États. Il a justifié ce passage de 10 à 28 États fédérés pour permettre la décentralisation du pouvoir. Selon son porte-parole, cette modification de la carte administrative du pays a pour but d'améliorer les services postaux et de donner plus de pouvoir au peuple. L’ancien vice-président sud-soudanais, Riek Machar, a protesté contre ce décret présidentiel qui met selon lui en péril l'accord de paix signé entre le gouvernement et les rebelles le 26 août 2015 qui était basé sur 10 États. Cet accord prévoyait en effet le partage des postes exécutifs locaux des 10 États entre les deux parties. Les rebelles bénéficiaient, dans le cadre de cet accord, des postes de gouverneurs des trois États d’Unité, du Haut-Nil et du Jonglei situés dans le nord du pays, riche en hydrocarbures. Ce partage du pouvoir est donc remis en cause par la création de ces 28 États.
Avant d’être adopté, le décret présidentiel doit encore être approuvé au Parlement, majoritairement acquis à Salva Kiir. D’après le porte-parole du président, Ateny Wek Ateny, la procédure devrait se terminer d'ici la mi-novembre,,.

## Histoire
- Royaume de Koush
- Royaume de Méroé (-800-350)
- Nobatie (350c-650c), Makurie (500c-1285c), Alodie (350-1504), Royaume Dadjo (1150c-1450c)
- Sultanat de Sennar (1504-1821), Sultanat du Darfour (1603-1874)
- Conquête turco-égyptienne du Soudan (1820–1824), Soudan ottoman (1821-1885)
- Guerre des mahdistes (1881-1899), Soudan mahdiste (1885-1899)
- Soudan anglo-égyptien (1899-1956)
- République du Soudan (1956-2011)

### Conflits pour l'autonomie
Les dissensions entre le nord du Soudan, à majorité musulmane, et le sud à majorité chrétienne et animiste, sont apparues au lendemain de l'indépendance du Soudan anglo-égyptien proclamée en 1956. En effet, le gouvernement central de Khartoum revint sur les promesses d'autonomie au sein d'un État fédéral qu'il avait faites aux populations de la région. Une mutinerie d'officiers sudistes déclencha la première guerre civile soudanaise qui dura 17 ans, de 1955 à 1972. Ce premier conflit prit fin à la suite des accords signés à Addis-Abeba en Éthiopie, qui accordèrent finalement au Soudan du Sud un certain degré d'autonomie.
Mais en 1983, le colonel Gaafar Nimeiry au pouvoir à Khartoum depuis son coup d'État de 1969, décide unilatéralement d'étendre au droit pénal le domaine du droit musulman, qui était cantonné depuis la colonisation au droit personnel. Ce fut l'élément déclencheur de la seconde guerre civile qui embrasa le pays pendant vingt-deux ans. La rébellion était menée depuis le début par l'Armée populaire de libération du Soudan (APLS) dirigé par John Garang, un vétéran de la première guerre civile. Elle était largement soutenue par les États-Unis. Malgré la scission de son mouvement en 1991, Garang maintint la lutte contre le régime de Khartoum qui, après le coup d'État du général Omar el-Bechir en 1989, s'orienta de plus en plus vers l'idéologie islamiste.

### Sur la voie de l'indépendance
Le 11 septembre 2001, les attentats du World Trade Center à New York, dont Oussama ben Laden est l’instigateur, accroissent fortement la pression américaine sur le régime soudanais qui a accueilli ce dernier à Khartoum entre 1992 et 1996. Omar el-Béchir, craignant des représailles alors que l'armée américaine envahit l'Afghanistan, affiche sa volonté de coopérer avec Washington dans sa lutte contre le terrorisme international. En réaction, John Danforth, représentant spécial du président américain pour le Soudan, en profite pour exiger un cessez-le-feu, une commission d’enquête sur l’esclavage, et des zones de sécurité pour les vaccinations. Les deux camps opposés dans la guerre civile soudanaise obtempèrent sur la majeure partie du front (bien que l'armée soudanaise mène encore des frappes aériennes), et ouvrent en 2002 des négociations de paix, conclues en janvier 2005 par l'accord de paix Nord-Sud signé à Naivasha,. Celui-ci accorde au Soudan du Sud une large autonomie pendant six ans, période au bout de laquelle les habitants de la région doivent être conviés à un référendum d'autodétermination. John Garang devient vice-président de la République du Soudan mais meurt six mois plus tard dans un accident d'hélicoptère. Il est remplacé dans l'ensemble de ses fonctions par Salva Kiir.

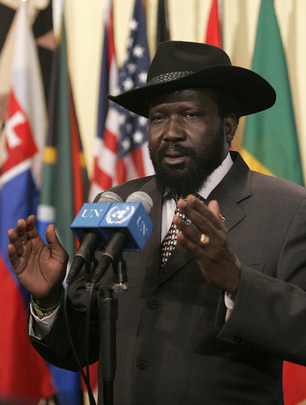
Salva Kiir, président de la république du Soudan du Sud.

 L'indépendance du Sud, souhaitée par la majorité de la population de cette région, est soutenue notamment par les États-Unis. Le travail de l'Agence des États-Unis pour le développement international (USAID), a notamment consisté à créer une banque centrale à Rumbek, ville principale de la région, qui est réorganisée avec un statut d'État-nation.

Ce référendum sur l'indépendance s'est tenu du 9 janvier 2011 au 15 janvier 2011. Près de trois millions de personnes se sont inscrites sur les listes électorales pour cet évènement. En prévision de celui-ci, plus de 50 000 Sud-Soudanais installés jusqu'ici au Nord sont définitivement retournés dans leurs villages d'origine. Face aux suffrages qui approuvent massivement l'option « sécessionniste », le président soudanais Bechir a annoncé plusieurs fois qu'il s'inclinerait devant le verdict des urnes.
Lors de la clôture du scrutin, le taux de participation était évalué à plus de 80 % des électeurs inscrits, alors qu'un taux de 60 % avait été préalablement fixé pour valider les résultats du vote. Les résultats définitifs validés par la Commission référendaire chargée d'organiser le scrutin donnent le « oui » gagnant par 98,83 % parmi les 3 837 406 votes valides, dont seulement 44 888, soit 1,17 %, étaient en faveur du maintien de l'unité avec le Nord.
Entre la publication des résultats du référendum et la date de l'indépendance, les autorités du Soudan et du Soudan du Sud doivent se mettre d'accord sur des dossiers sensibles tels la délimitation des frontières, le statut de la région contestée d'Abiyé, le statut des populations de chaque futur État vivant sur le territoire de l'autre.

### Indépendance et reconnaissance mondiale
Avant même son indépendance officielle le 9 juillet 2011, le nouvel État est reconnu dès le 8 juillet 2011 par l'Allemagne et le Soudan.
Une semaine après son indépendance, le 14 juillet 2011, Joseph Deiss, président de l'Assemblée des Nations unies déclare, après un vote par acclamation, que la république du Soudan du Sud est officiellement le 193e État membre de l'ONU,.
Le 27 juillet 2011, le Soudan du Sud devient le 54e pays membre de l'Union africaine.
Le 18 avril 2012, le Soudan du Sud devient le 188e pays membre du Fonds monétaire international et de la Banque mondiale.

### Un État en construction
Le 31 août 2012, le gouvernement du Soudan du Sud annonce le maintien d'un projet de création d'une nouvelle capitale qui coûtera dix milliards de dollars. La dépense sera étalée sur vingt ans.
Le 23 juillet 2013, le président Salva Kiir limoge son vice-président Riek Machar avec tout son gouvernement , après avoir fait état de son ambition de briguer le poste de président de la République lors des élections prévues en 2015 (des élections finalement repoussées).
La guerre civile reprend, avec de nombreuses victimes civiles, des charniers et des déplacements de population.
L'Union africaine tente de trouver une solution et fait pression sur les belligérants. Une nouvelle tentative de réconciliation est tentée en avril 2016. Riek Machar revient s'installer dans la capitale, Djouba, accompagné d'un contingent d’hommes armés. Mais en juillet, cette tentative de réconciliation prend fin brutalement, dégénérant en combats entre les troupes gouvernementales et celles de Riek Machar, au cœur de la capitale. Riek Machar lui-même sauve sa peau, de peu, en prenant la fuite et en se réfugiant en république démocratique du Congo, puis au Soudan.
Le 7 juillet 2018, une autre tentative s'amorce pour tenter de mettre fin à la guerre civile, avec un accord de cessez-le-feu permanent entre les belligérants, et des modalités pour rétablir progressivement une union nationale. Le 5 août 2018, un accord signé à Khartoum prévoit la nomination pour trois ans de Riek Machar comme vice-président, et de quatre autres vice-présidents, la formation d'un gouvernement de transition de 35 membres, dont 20 de Kiir, 9 de Machar, ainsi que l'élargissement du parlement à 550 membres, dont 332 loyaux à Kiir et 128 à Machar. Le 12 septembre 2018, l'accord de paix est signé à Addis-Abeba. La concrétisation de ces accords avance ensuite pas à pas. Le 22 février 2020, après deux reports successifs, Riek Machar est intronisé officiellement vice-président, en présence de Salva Kiir, avec quatre autres vice-présidents, dont Rebecca Garang, veuve de John Garang, leader historique de la lutte des Sud-Soudanais pour l'indépendance, décédé en 2005.
Plus de 7,2 millions de personnes souffriront de malnutrition aiguë à la mi-2021 au Soudan du Sud, soit près de 60% de la population du pays, selon des estimations communiquées par les agences de l'ONU et le gouvernement sud-soudanais. En 2022, ce nombre est de huit millions.

## Démographie

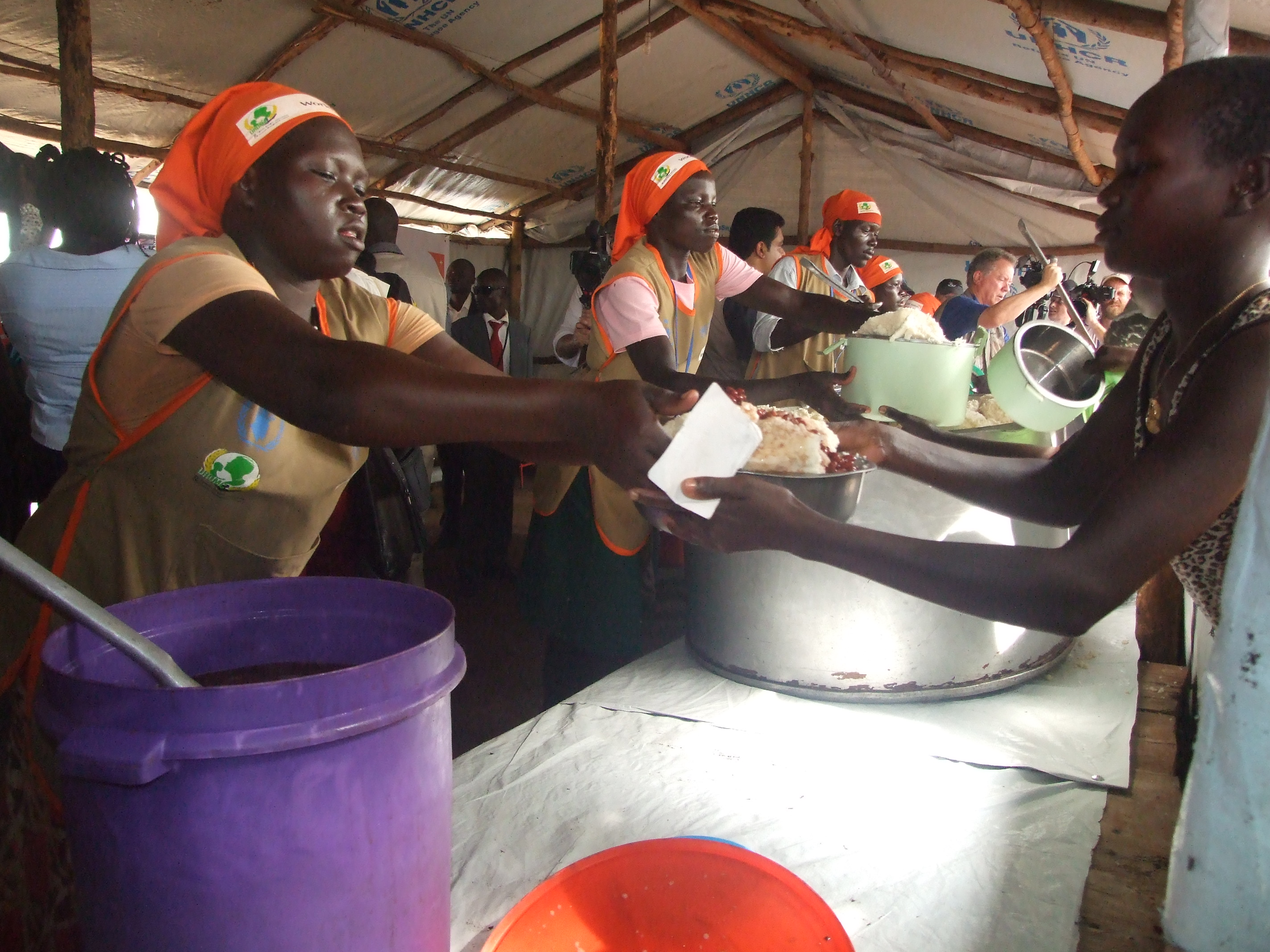
Distribution de nourriture aux réfugiés en Ouganda.

En 2016, la population du Soudan du Sud est estimée à environ 12,5 millions d'habitants.
La région a été durement touchée par les deux guerres civiles poursuivies durant quarante ans, à l'exception de dix ans de calme entre 1972 et 1983. Il en résulte un manque de développement des infrastructures, des destructions et des déplacements de populations : plus de deux millions de morts, et plus de quatre millions de personnes déplacées ou réfugiées du fait de ces évènements et de ses conséquences. La population est principalement rurale ; la vie y est liée à une économie de subsistance.
Les Dinkas constituent la plus grande des nombreuses communautés du Soudan du Sud. Avec les Nuer et les Shilluks, ils comptent parmi les peuples nilotiques. Les Zandés et les Jur Chols sont des communautés localisées dans l'ouest, et les Acholis et les Lotukos vivent dans l'extrême sud, et jusqu'en Ouganda. Toute l'agitation entre les deux peuples a pour simple but de protéger sa propre ethnie. Les Dinka (ethnie du président) contre les Nuer (ethnie de Rier Machar). Chaque ethnie protège son homme politique.
Les États du Haut-Nil et d'Unité dans le nord du pays ne sont plus qu'un champ de bataille. Près de 500 000 Sud-Soudanais ont passé les frontières avec un État voisin et on ignore l'immense proportion d'habitants errants d'un point à l'autre dans le pays.

## Culture

### Langues
Selon l'article 6 de la constitution de 2011, l'anglais, ancienne langue coloniale, est en théorie la seule langue officielle du pays. Toutefois, il n'est parlé que par une très faible partie de la population, et surtout en milieu urbain (ces chiffres incluent les locuteurs dits « partiels »). L'anglais est surtout présent chez les réfugiés du Soudan du Sud ayant vécu dans les pays anglophones limitrophes, et qui rentrent au pays avec l'indépendance. En réalité, c'est l'arabe de Djouba, langue véhiculaire dérivée de l'arabe soudanais, qui est la langue la plus largement répandue et la langue véhiculaire du Soudan du Sud.
On trouve également de nombreuses langues vernaculaires, reconnues comme « langues nationales » par le même article de la constitution. Il s'agit surtout de langues nilo-sahariennes ou nilotiques appartenant au groupe Chari-Nil (au moins deux millions de locuteurs), dont la plus importante est le nuer-dinka (comprenant plusieurs variétés dialectales) qui compte plus de 1,3 million de locuteurs. Cependant, en règle générale, les langues nilotiques tel que le bari, le toposa et les langues moro-madi, comptent peu de locuteurs, soit moins de cinq mille, souvent moins de mille. Le zandé, une langue nigéro-congolaise, est parlée dans le sud-ouest.
Le faible usage des langues véhiculaires par la population résulte d'une scolarisation très faible, conséquence de la pauvreté de la majorité des habitants, de la longue guerre civile d'indépendance, et de l'isolement de cette région du monde pendant plusieurs décennies.
La scolarisation n'étant toujours pas obligatoire, la grande majorité des enfants est encore appelée à travailler à la campagne, dans ce qui est toujours une économie de subsistance. Les métiers dits alimentaires priment sur les autres, étant donné le dénuement des populations locales, et la vie active commence très tôt, renforçant ainsi l'usage quotidien des langues vernaculaires. L'une des priorités du gouvernement du Soudan du Sud est d'utiliser les ressources tirées des hydrocarbures pour financer un vaste programme de scolarisation. Le nouvel État recherche des anglophones pour son administration car tous les documents administratifs sont traduits en anglais. Par ailleurs, l'enseignement de cette langue est appelé à se développer durant les prochaines années, elle qui n'est aujourd'hui que la langue des élites et des affaires.
Pour le moment, le Soudan du Sud n'est pas un pays favorable au tourisme, étant enfoncé dans une guerre civile. Les visiteurs étrangers sont donc extrêmement rares, et pour communiquer avec la population locale, hors des grandes villes (qui sont le plus souvent de gros bourgs), où l'usage de l'anglais est très limité, le visiteur doit être accompagné d'un guide, qui souvent parle plusieurs dialectes avec l'arabe de Djouba.
À cause de la guerre civile, beaucoup de jeunes (notamment ceux qui ont des connaissances en anglais) partent à l'étranger, faute de meilleures perspectives. On les retrouve souvent comme migrants aux frontières marocaines, en Libye, ou au Moyen-Orient, où ils tentent de passer en Europe, plus particulièrement pour aller en Grande-Bretagne, ou en Allemagne.

### Religions

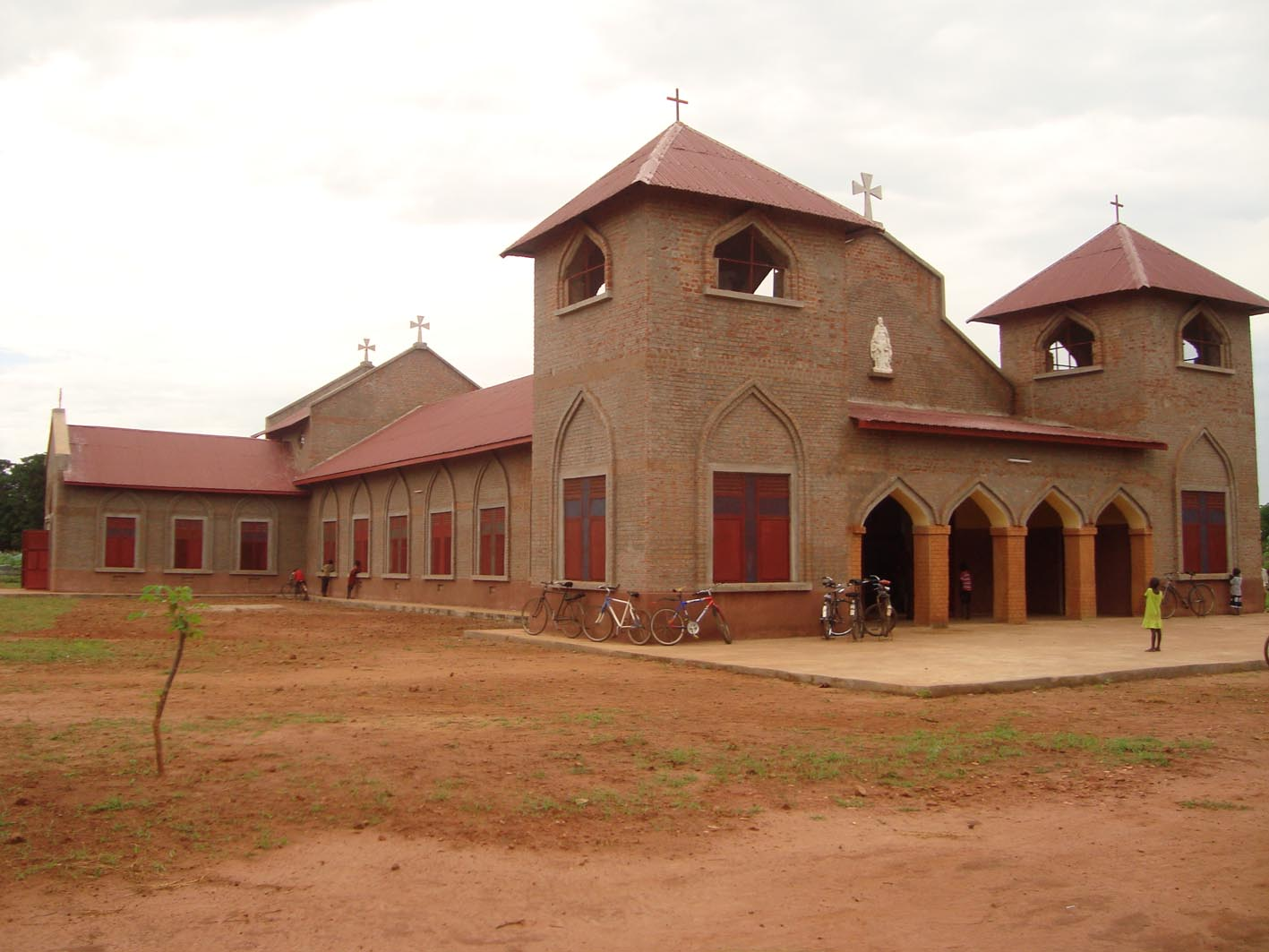
Église de Yirol, administrée par les comboniens.

La majorité des habitants (60,5 %) de ce pays sont de confession chrétienne, les animistes représentent 19,5 % et les musulmans 20 %.
L'animisme du Soudan du Sud est fortement imprégné par le christianisme. Jésus-Christ y est la principale figure religieuse, mais les plantes et les animaux y ont également un caractère sacré,,.

## Politique
En attendant des élections, des sièges à l'Assemblée législative nationale de transition et au gouvernement du Soudan du Sud doivent être répartis dans les proportions suivantes entre le Mouvement populaire de libération du Soudan (70 %), le Congrès national (l'ancien Front islamique national (en)) (15 %), et d'« autres forces politiques du Sud » (15 %). Avant sa mort, le 30 juillet 2005, le chef des rebelles John Garang était le président du Soudan du Sud. Garang a été remplacé par Salva Kiir qui a également prêté serment comme vice-président de la république du Soudan le 11 août 2005. Il a été remplacé au poste de vice-président du Soudan du Sud par Riek Machar.
Le 7 juillet 2011, le Parlement sud-soudanais a ratifié une constitution intérimaire qui selon le centre de recherche Carter (un observatoire mis en place par l'ex-président américain Jimmy Carter), contient un certain nombre de dispositions qui concentrent le pouvoir entre les mains du gouvernement. La ratification solennelle de cette constitution par le président Kiir a été effectuée le 9 juillet, jour de la proclamation d'indépendance du pays.

## Relations internationales
À la suite de sa création, de nombreux litiges frontaliers avec le Soudan et le Kenya se font jour.
La république du Soudan du Sud n'est pas immédiatement reconnue par l'Éthiopie, État voisin, qui redoutait des mouvements sécessionnistes et indépendantistes dans sa région du Sud-Ouest, dite des « nations, nationalités et peuples du Sud », région frontalière avec le Soudan du Sud, où vivent des ethnies communes, animistes et chrétiennes (surtout protestantes). Courant 2012, l'Éthiopie reconnaît finalement le nouvel État, mais à la condition expresse que ce dernier ne vende pas d'armes aux ethnies du Sud de l'Éthiopie, et que la frontière entre les deux pays soit strictement contrôlée.
De plus, le fait que les deux pays soient aux origines des sources du Nil risque de compliquer l'avenir des relations avec l'Égypte et le Soudan. L'Éthiopie a donc finalement tout intérêt à ménager son voisin, et à avoir de bonnes relations avec lui.
Les relations avec l'Afrique du Sud — principal pays africain à avoir soutenu la cause des rebelles du Soudan du Sud après l'apartheid — sont très importantes, tout particulièrement pour obtenir l'adhésion à l'Union africaine. Aussi, l'Afrique du Sud pourrait envoyer des enseignants pour aider à la construction, ou à la « reconstruction » du système éducatif du nouvel État. L'Afrique du Sud est également en bonne position pour plaider, et être le porte-parole de cet État pour avoir des aides au FMI, ou d'autres pays donateurs, par le biais de l'Union africaine.

## Litiges frontaliers

### Au Nord
L'appartenance des États fédérés soudanais situés au voisinage de la frontière soudano-sud-soudanaise, comme le Nil-Bleu, le Kordofan du Sud et la région d'Abiyé n'a pas encore été tranchée : pour l'instant, ils demeurent sous l'autorité de Khartoum.
Toutefois, un référendum d'autodétermination devait avoir lieu dans la région d'Abiyé en octobre 2013. Abiyé a tenu sa propre consultation les 27, 28 et 29 octobre 2013, organisée par la communauté Ngok Dinka sans la participation de la communauté misseriya. Le Soudan, le Soudan du Sud et l'Union africaine n'accordent aucun crédit à ce référendum annonçant 99,9 % en faveur d'un rattachement au Soudan du Sud
,.

### Au Sud
Le Triangle d'Ilemi, actuellement administré par le Kenya, est revendiqué par le Soudan du Sud ; les cartes kényanes reconnaissent sa souveraineté sur environ la moitié de ce territoire, au nord de la « ligne rouge » (ou « ligne Glenday », tracée en 1930-1938).

## Forces armées
La région dispose de sa propre armée, l'armée populaire de libération du Soudan dont l'effectif est, en 2011, de 40 150 hommes. En 2009, elle acquiert au moins trente-trois T-72 ukrainiens. Le 12 août 2010, elle achète quatre hélicoptères Mi-17 à la Russie.

## Économie

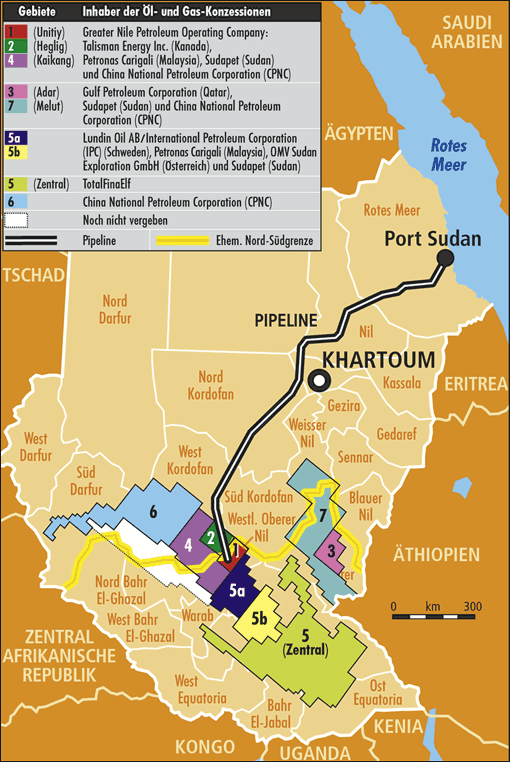
Carte des concessions et infrastructures pétrolières et gazières des deux Soudan.

La présence du Nil Blanc et de ses nombreux affluents, ainsi que le climat tropical, permettent une agriculture abondante produisant du coton, des arachides, du sorgho, du millet, du blé, du maïs, de la gomme arabique, de la canne à sucre, du manioc (tapioca), des mangues, des papayes, des bananes, des patates douces et du sésame.
Le Nil Blanc et ses affluents permettent aussi la production d'hydroélectricité.
Le sous-sol du Soudan du Sud est également très riche : on y trouve du pétrole, du minerai de fer, du cuivre, du chrome, du zinc, du tungstène, du mica, de l'argent et de l'or.
L'or serait depuis 2014 la nouvelle manne (espérée),.

### Industrie pétrolière
Avant l'indépendance, le Soudan du Sud assurait environ 85 % de la production des 470 000 barils de pétrole par jour de l'ensemble du Soudan. Toutefois, les équipements et l'industrie pétrolière se trouvent essentiellement dans le Nord. Les oléoducs en provenance du sud mènent au nord, vers Port-Soudan, sur les bords de la mer Rouge. La principale raffinerie se trouve à 70 kilomètres au nord de la capitale du Soudan, Khartoum.
Afin de renforcer son indépendance à l'égard du Soudan, et compte tenu du fait que le pays est enclavé, le Soudan du Sud envisage un projet d'oléoduc le reliant au Kenya, notamment vers la raffinerie de Lamu à 240 kilomètres au nord du port de Mombasa.

### Monnaie
À partir du 18 juillet 2011, le Soudan du Sud met en circulation sa propre monnaie, la livre sud-soudanaise, se substituant ainsi à la livre soudanaise. La parité de change est de 1 pour 1 à l'époque,. Le cours a ensuite dévissé au début de l'année 2016.

## Fêtes
| Date        | Nom                    | Indication                                      |
| ----------- | ---------------------- | ----------------------------------------------- |
| 1er janvier | Jour de l'an           | Premier jour de l'année du calendrier grégorien |
| 1er mai     | Fête du Travail        | Jour férié                                      |
| 9 juillet   | Fête de l’Indépendance | Proclamée le samedi 9 juillet 2011              |
| 30 juillet  | Jour des martyrs       | Jour férié                                      |
| 25 décembre | Noël                   | Naissance de Jésus-Christ                       |